# 在留特別許可
在留特別許可（ざいりゅうとくべつきょか）とは不法残留や不法入国などで日本に不法滞在している退去強制対象外国人に、法務大臣が特別に在留資格を与える制度。在特と省略される。

## 概要
不法滞在状態の外国人は本来日本から出国するか退去強制されなければならないが、 出入国管理及び難民認定法（入管法）第50条に従い、法務大臣はその裁量により在留を特別に許可することができる。在留特別許可を与えるか否かは法務大臣の自由裁量である。不法滞在者の在留希望理由や家族状況、日本での生活歴、人道的配慮の必要性などを総合的に勘案して判断される。入国審査官から退去強制対象者に該当すると認定された者がその認定を不服とし、さらに第2段階として特別審理官との口頭審理でも入国審査官の認定に誤りがないと判定された容疑者がその判定を不服とし特別に在留を認めてもらいたいと希望するとき、第3段階の審査として法務大臣への異議の申出を行い最終的な判断を法務大臣に求めることができる。異議の申出に理由がないと認める場合でも、以下のような場合には、法務大臣は在留を特別に許可することができる。
- 永住許可を受けているとき（入管法第50条第1項第1号）
- かつて日本国民として日本に本籍を持っていたことがあるとき（入管法第50条第1項第2号　日本籍離脱者や特別永住資格者）
- 人身売買などにより他人の支配下に置かれた状態で日本に在留しているとき（入管法第50条第1項第3号）
- その他法務大臣が特別に在留を許可すべき事情があると認めるとき（入管法第50条第1項第4号）

この許可基準を明確にするため、法務省入国管理局は2009年（平成21年）7月に「在留特別許可に係るガイドライン」を改訂し、10年以上日本に在住し小中学校に通学する実子（嫡出子又は父から認知を受けた非嫡出子）を養育している場合などは、在留を許可する方向で検討がなされる。
2023年8月3日、日本で生まれ育った18歳未満の在留資格が無い子供たちが一定の条件を満たした場合に、法務大臣の裁量で例外的に在留を認める「在留特別許可」を与える方針を政府が固めた。同月4日、斎藤健法務大臣が記者会見で発表した。
2024年3月5日、出入国在留管理庁は、在留特別許可について、可否を判断する際の新たなガイドライン（指針）を公表した。新ガイドラインは改正入管難民法の施行と同時に運用を開始し、同改正法は2024年6月15日までに施行される。

## 許可数の推移
| 年       | 不法 滞在者数 | 年   | 不法 滞在者 減少数 | 送還者数 | 在留特別許可 | 在留特別許可   | 在留特別許可        | 在留特別許可      | 在留特別許可            | 在留特別許可 | 在留特別許可 |
| 年       | 不法 滞在者数 | 年   | 不法 滞在者 減少数 | 送還者数 | 総数         | 退去強制事由別 | 退去強制事由別      | 退去強制事由別    | 国籍別                  | 国籍別       | 国籍別       |
| 年       | 不法 滞在者数 | 年   | 不法 滞在者 減少数 | 送還者数 | 総数         | 不法残留       | 不法入国・ 不法上陸 | 刑事罰 法令違反等 | 中国（台湾 ・香港除く） | 韓国・朝鮮   | その他       |
| 2004.1.1 | 216,418       | 2004 | 9,119              | 41,926   | 13,239       | 10,697         | 2,188               | 354               | 2,212                   | 2,057        | 8,970        |
| 2005.1.1 | 207,299       | 2005 | 13,554             | 33,192   | 10,834       | 8,483          | 2,077               | 274               | 2,211                   | 1,807        | 6,816        |
| 2006.1.1 | 193,745       | 2006 | 22,906             | 33,018   | 9,360        | 7,096          | 1,915               | 349               | 1,827                   | 1,523        | 6,010        |
| 2007.1.1 | 170,839       | 2007 | 21,054             | 27,913   | 7,388        | 5,586          | 1,457               | 345               | 1,304                   | 1,106        | 4,978        |
| 2008.1.1 | 149,785       | 2008 | 36,713             | 23,931   | 8,522        | 6,521          | 1,640               | 361               | 1,669                   | 1,416        | 5,437        |
| 2009.1.1 | 113,072       | 2009 | 21,294             | 18,241   | 4,643        | 3,508          | 897                 | 238               | 857                     | 663          | 3,123        |
| 2010.1.1 | 91,778        | 2010 | 13,290             | 13,224   | 6,359        | 4,939          | 1,044               | 376               | 1,098                   | 815          | 4,446        |
| 2011.1.1 | 78,488        | 2011 | 11,423             | 8,721    | 6,879        | 5,569          | 827                 | 483               | 1,146                   | 898          | 4,835        |
| 2012.1.1 | 67,065        | 2012 | 5,056              | 6,459    | 5,336        | 4,304          | 491                 | 541               | 809                     | 693          | 3,834        |
| 2013.1.1 | 62,009        | 2013 | 2,948              | 5,790    | 2,840        | 2,161          | 270                 | 409               | 422                     | 400          | 2,018        |
| 2014.1.1 | 59,061        | 2014 | -946               | 5,542    | 2,291        | 1,643          | 223                 | 425               | 421                     | 286          | 1,584        |
| 2015.1.1 | 60,007        | 計   | 156,411            | 217,957  | 77,691       | 60,507         | 13,029              | 4,155             | 13,976                  | 11,664       | 52,051       |

不法滞在者数の減少に伴い、在留特別許可数も減少傾向にある。日本人等との婚姻などにより日本人等との密接な身分関係を持ち、様々な面で日本に生活基盤を築いていることが許可を与える上で考慮されている。退去強制事由別では不法残留が最も多いが、不法入国・不法上陸者や刑事罰法令違反者にも与えられている。